# بلعة (دواء)
البُلعة (بالإنجليزية: Bolus)‏ هي الطب هو إعطاء كمية منفردة من الأدوية أو المخدرات أو غيرها من المركبات في غضون فترة زمنية معينة، عادة خلال 1 - 30 دقيقة، من أجل رفع تركيزها في الدم إلى مستوى فعال.
يمكن إعطاء الدواء عن طريق الحقن: عن طريق الوريد أو في العضل أو داخل القراب أو تحت الجلد أو عن طريق الاستنشاق. توفر المقالة حول طرق الإدارة مزيدًا من المعلومات، حيث أن القائمة السابقة لعهود الاستثمار غير شاملة.